# Parque de Sant Martí
El parque de Sant Martí se encuentra en el distrito del mismo nombre de Barcelona, procedente del antiguo municipio de San Martín de Provensals, agregado a la ciudad condal en 1897. Las obras se iniciaron en 1979 con un proyecto original de Nicolau Maria Rubió i Tudurí, aunque a causa de su fallecimiento fue terminado por los arquitectos Antonio Armesto, Carles Martí y Miquel Sodupe, con una primera fase finalizada en 1985 y la segunda en 1992.

## Descripción

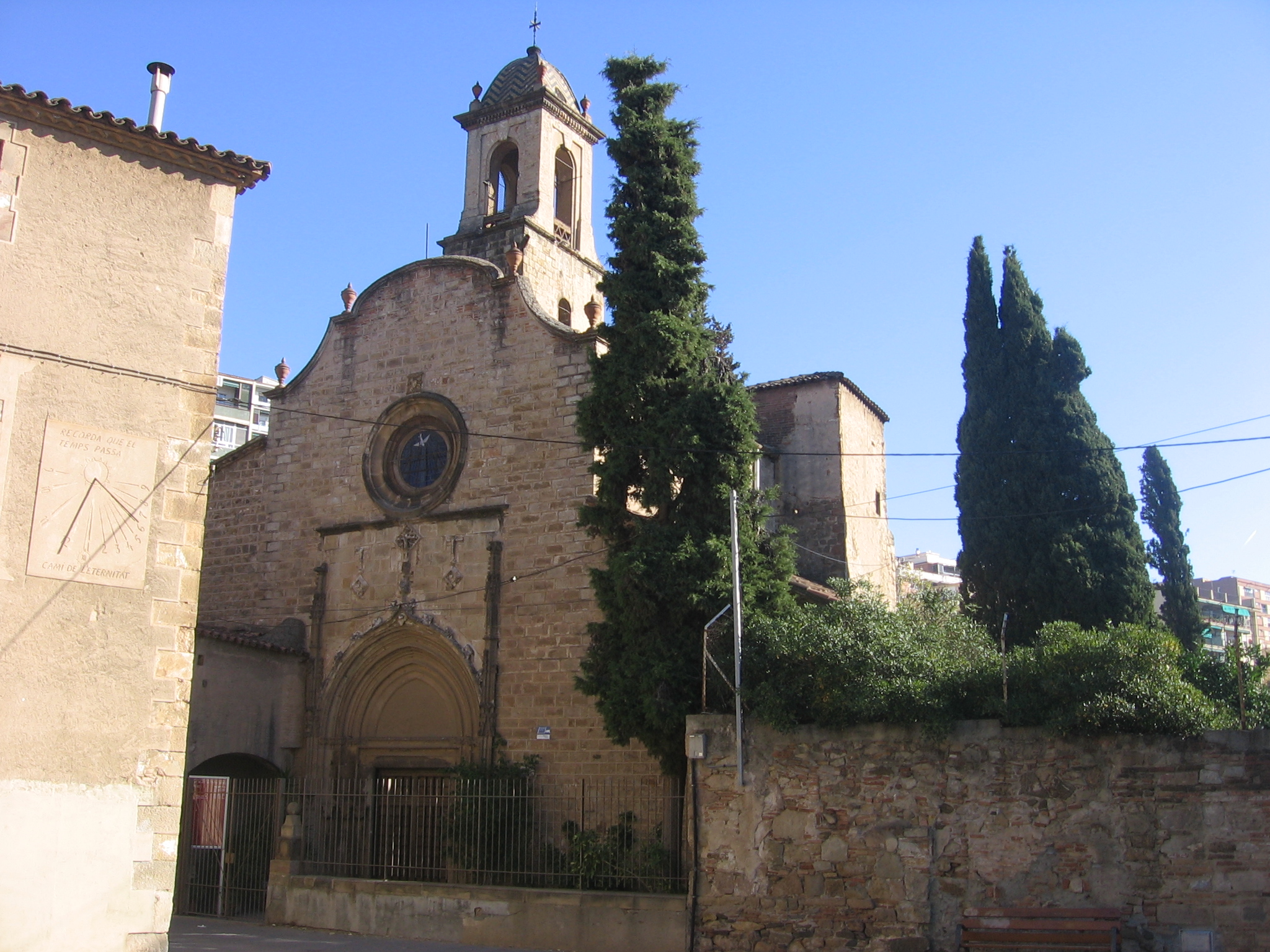
Iglesia de San Martín de Provensals

El parque se estructura en dos zonas: una plaza cuadrada enmarcada por las calles Menorca, Huelva, Trabajo y Agricultura, que supone una cuarta parte del total del parque, con una zona pavimentada que se usa como pista de baloncesto y dos áreas acotadas por setos, una con bancos para sentarse y otra con una zona infantil; y el área de mayor extensión, que tiene forma de un triángulo irregular, dividida a su vez en una zona verde con un lago y un área perimetral en la vertiente de la calle Menorca que acoge diversas instalaciones y equipamientos: un campo de fútbol, un mercado, un instituto de secundaria y la iglesia parroquial de San Martín de Provensals. Dedicada a Martín de Tours, fue reconstruida entre los siglos XV y XVII en estilo gótico. Destaca su fachada, obra de Joan Aymerich, que presenta unas molduras flamígeras entrecruzadas y un tímpano con una escultura de san Martín de Tours partiendo su capa en dos. El último elemento construido fue el campanario, finalizado en 1688, ya en estilo barroco.
En su terreno también se encuentran tres antiguas masías, Ca l'Arnó, Can Planas y Can Cadena, reconvertidas en espacios cívicos para los vecinos, como una ludoteca, un centro residencial y un centro de investigación de agricultura biológica, que incluye un huerto urbano y corrales con animales de granja. El área junto al lago acoge amplias praderas con alisos, álamos temblones y chopos lombardos, que rememoran el pasado agrícola de la zona, mientras que el área con equipamientos está resuelta con espacios pavimentados y plazoletas con naranjos y olivos, que acogen además áreas de juegos infantiles y pistas deportivas.
Otro elemento artístico del parque es una fuente-escultura de Antoni Roselló, de casi cinco metros de altura, elaborada en cobre, travertino romano y piedra caliza. Se trata de  un surtidor de agua que cae desde arriba de una columna en un fino hilo a un canal que desemboca en un pequeño estanque un poco más lejos, y que recuerda una bomba de agua típica de las zonas rurales, como era antiguamente esta parte de la ciudad.